# Tomás Martínez
Tomás Martínez Guerrero (Nagarote, 1820 – León, 1873) è stato un politico nicaraguense.
Dopo aver partecipato come generale alla guerra contro William Walker (1856) fu presidente del Nicaragua dal 1857 al 1867.